# Hetuo
Hetuo är en köping i nordvästra Kina. Den ligger i Min härad i staden Dingxi i provinsen Gansu, omkring 180 kilometer söder om provinshuvudstaden Lanzhou. Antalet invånare är 18 835. Befolkningen består av 9 130 kvinnor och 9 705 män. Barn under 15 år utgör 21,0 %, vuxna 15-64 år 71 %, och äldre över 65 år 6,0 %.